# نوئل لیته
نوئل لیته (فرانسوی: Noël Liétaer‎; ۱۷ نوامبر ۱۹۰۸ – ۲۱ فوریهٔ ۱۹۴۱) بازیکن فوتبال اهل فرانسه بود.
وی همچنین در تیم ملی فوتبال فرانسه بازی کرده‌است.